# Shetlandský pony

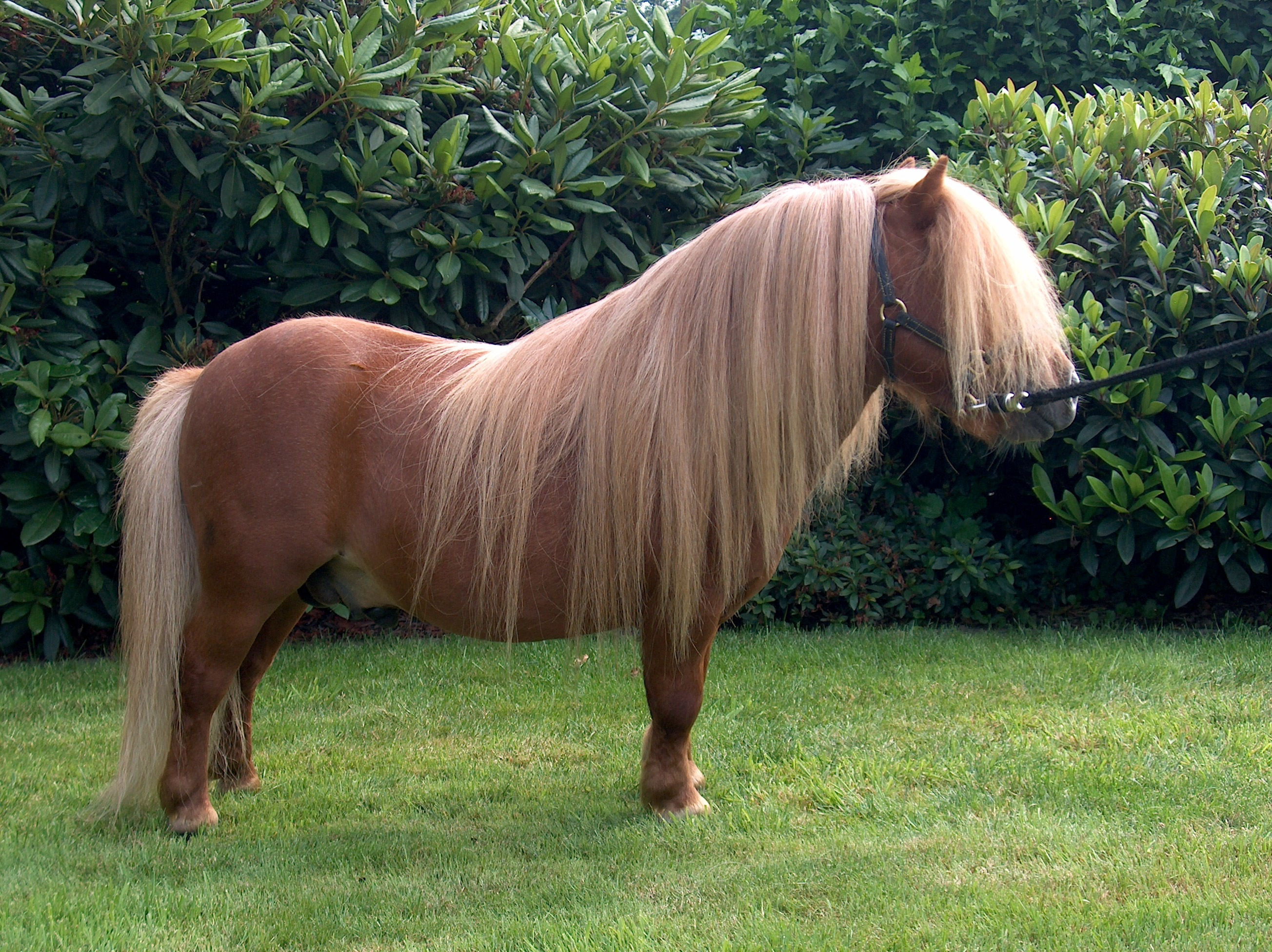
Shetlandský pony

Shetlandský pony je druh koně původem ze Shetlandských ostrovů, vzdálených asi 160 km na severovýchod od Skotska, ležících na stejné severní délce jako jižní cíp Grónska. Nepříznivé podmínky na severu a nekvalitní pastva daly vzniknout velmi odolnému plemenu.

## Popis
Je menší než všechna britská plemena. Dožívá se přibližně 30 let. Postavou je malý, ale velmi silný – asi se dá říct, že je jeden z nejsilnějších koní světa vzhledem ke své velikosti (unese v sedle klidně i dospělého muže).[zdroj?] Ceněnou ochranou proti nepřízni počasí je jeho bohatá hříva, ohon a také srst, která v zimě narůstá dvojnásobně hustá.

## Využití
Tento poník se vyváží do celého světa. Patrně nejvíce se jich chová v Nizozemsku, i když velmi veliké chovy s vlastními plemennými knihami můžeme nalézt v USA, Kanadě i ostatních evropských zemích. Využívá se i ke křížení. V Severní Americe ovlivnil společně s hackney ponym vznik amerického shetlanda, a s appaloosou zase vývoj amerického ponyho. V Argentině se shetland podílel na vzniku miniaturního plemene falabella.

## Původ

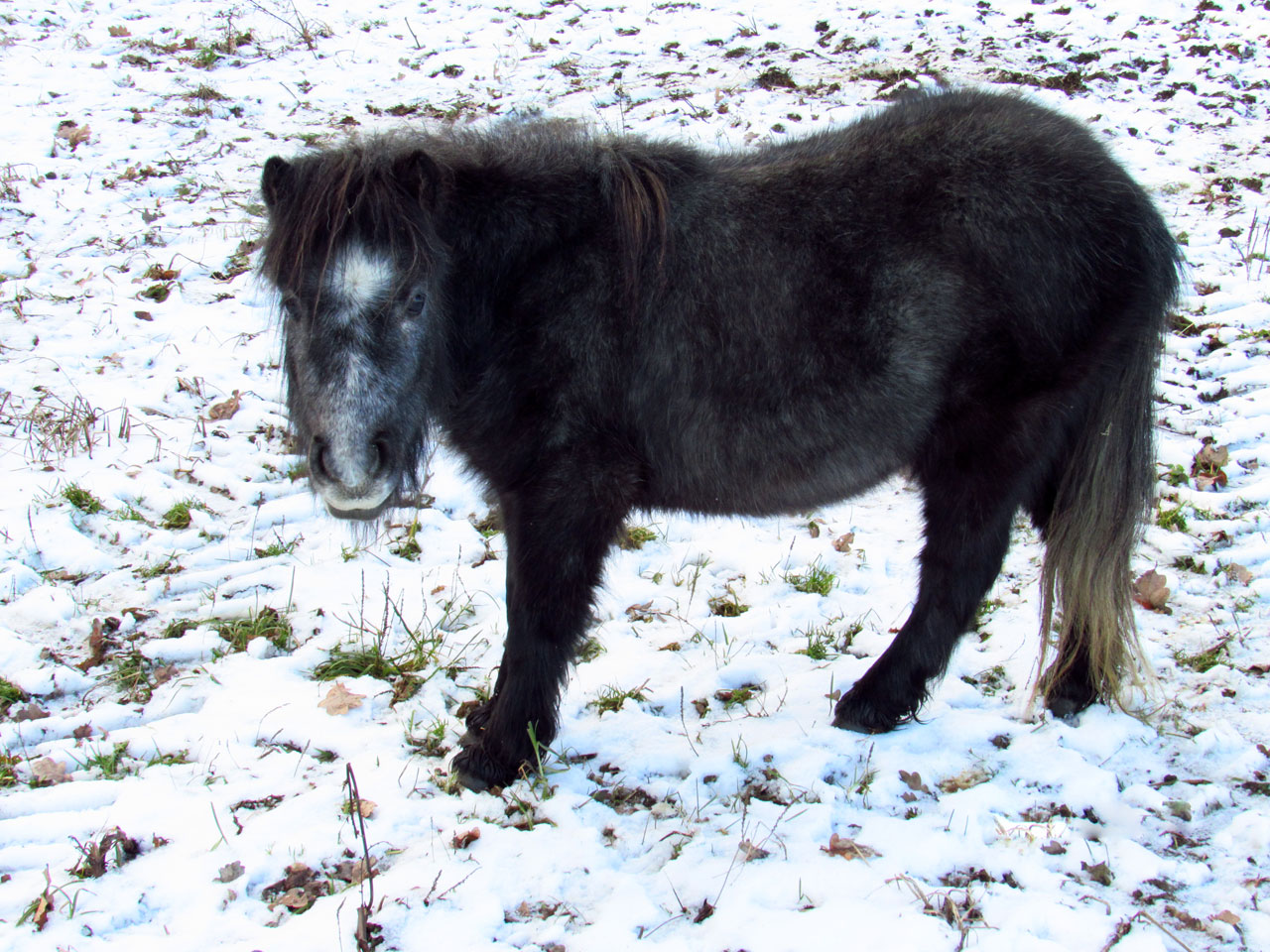
Shetlandský pony v Zoo Tábor

Shetlandský pony je pojmenován po Shetlandských ostrovech vzdálených asi 160 km na severovýchod od Skotska, ležících na stejné severní délce jako jižní cíp Grónska. Dostal se na ostrovy před 2000 roky s norskými osadníky a zde se v drsných podmínkách stal nejmenším a nejotužilejším poníkem na světě. Později se rozšířil do jiných států. Pochází ze Skotska a Evropy.

## Povaha a stavba těla
Shetlandský pony je inteligentní, avšak tvrdohlavý. Reaguje na správné vedení, proto se nehodí pro nezkušeného jezdce (dítě). Dosahuje výšky v kohoutku od 102 cm do 107 cm, do chovu jsou zařazováni jen poníci do 100 cm. Shetlandští poníci jsou viděni ve všech barvách až na strakáče. Mají malou hlavu s širokým čelem, malýma ušima a poměrně širokou hubou. Silné a hluboké tělo má krátký hřbet a záď je široká. Na svou postavu je velmi silný – je to jedno z nejsilnějších a nejodolnějších plemen vůbec i přes jeho malý vzrůst. Má jisté rovné kroky s vysokou akcí, a to i v hrubém skalnatému terénu. Kopyta jsou malá a pevná. V zimě shetlandům naroste dvojnásobně hustá srst, která je chrání proti mrazivému podnebí Shetlandských ostrovů. Srst má ochrannou vrstvu, která brání kůži před namočením – odolává jak dešti, tak i sněhu. Hříva s ocasem je velmi hustá. Tento pony sežere cokoliv, na co přijde; většinou potřebuje rázné zacházení, jinak by se mohlo stát, že bude neovladatelný.

## Uplatnění

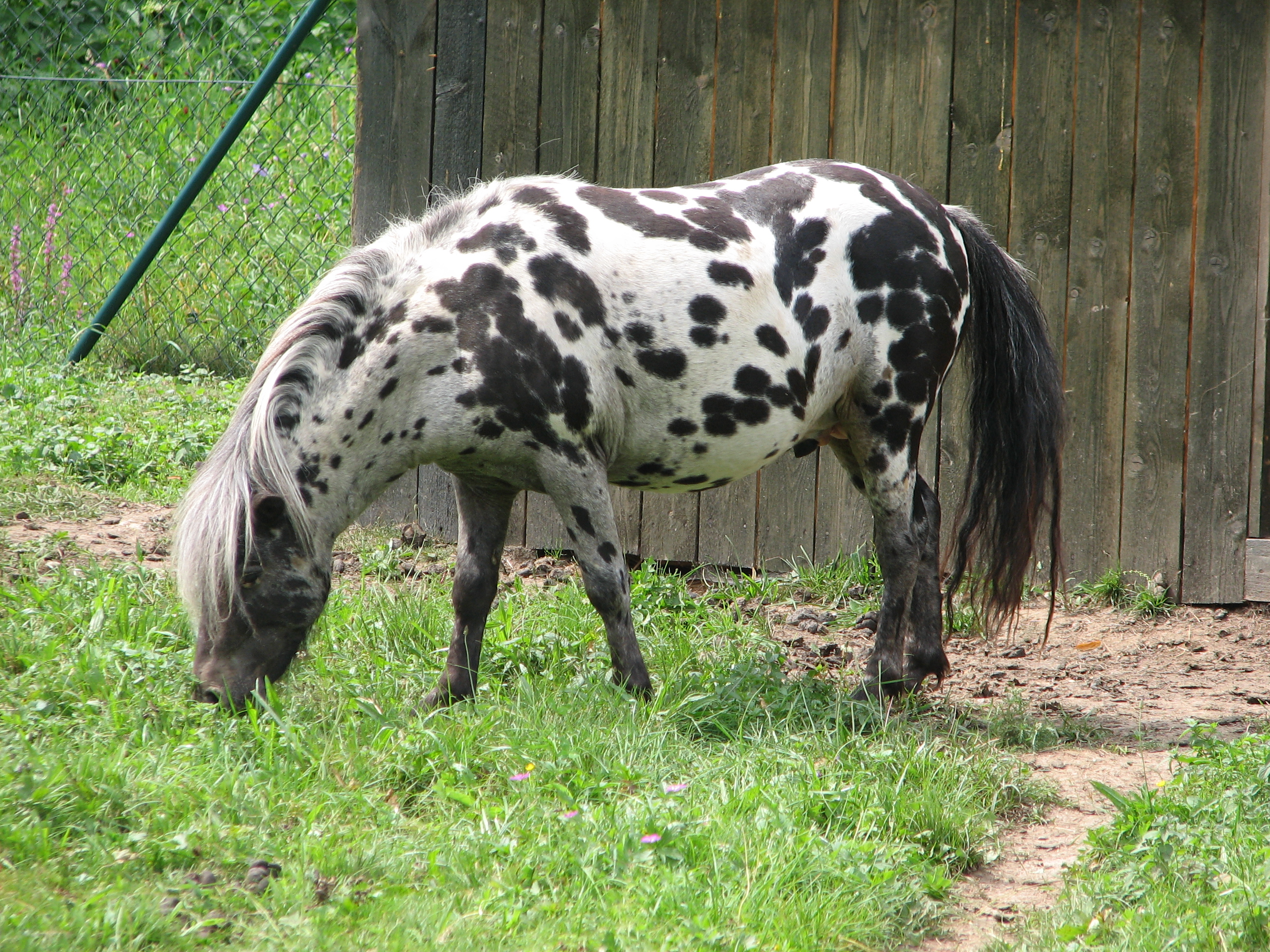
Shetlandský poník ve zvěřinci zámku Častlovice

Tento pony se dříve využíval v anglických dolech – díky jeho výšce se perfektně hodil k práci v podzemí. Shetlandští poníci se však využívají i dnes v Evropě jako jezdečtí poníci pro děti, nebo se také chovají v cirkusech. Také je uvidíme v spřeženích nebo v mezinárodních soutěžích.